# Punt de codi
Un punt de codi o posició en codi (en anglès , code point), en la terminologia de la codificació de caràcters, és qualsevol dels valors numèrics que conformen l' espai de codis. Molts punts de codi representen caràcters individuals, però també poden tenir altres usos, com ara servir de marques per aplicar format.
A tall d'exemple, l'esquema de codificació de caràcters ASCII admet 128 punts de codi a l'interval que va des de 0 hex. a 7F hex., ASCII estès conté 256 punts de codi a l'interval 0 hex. a FF hex., i Unicode permet 1 114 112 punts de codi a l'interval 0 hex. a 10FFFF hex. . L'espai de codis d'Unicode es divideix en disset plans (el pla plurilingüe bàsic i 16 plànols suplementaris), cadascun amb 65 536 (= 2 16 ) punts de codi. Així, la mida total de l'espai de codis d'Unicode és de 17 × 65 536 = 1 114 112 punts de codi.